# Zell Challenger 2003
Lo Zell Challenger 2003 è stato un torneo di tennis facente parte della categoria ATP Challenger Series nell'ambito dell'ATP Challenger Series 2003. Il torneo si è giocato a Zell am Harmersbach in Germania dal 30 giugno al 6 luglio 2003 su campi in terra rossa.

## Vincitori

### Singolare
Janko Tipsarević ha battuto in finale  Jan Frode Andersen con il punteggio di 7–6(1), 5–7, 6–4

### Doppio
Karsten Braasch /  Franz Stauder hanno battuto in finale  Jan Frode Andersen /  Oliver Marach con il punteggio di 6–3, 4–6, 6–3